# Carta desaforada
Se llama carta desaforada a la que se daba contra fuero personal o municipal o contra el derecho común. 
Acerca de ellas estaba prevenido que se obedeciesen y que se cumpliesen exponiendo en su razón. Si en su vista recayere sobre-carta o segunda yusión, entonces se cumplirían pero todavía debía representarse en algunos casos.
La teoría en este caso se generalizó a todo albalá, carta, cédula, privilegio, provisión, real orden, decreto, ley, en una palabra, a todo mandato del rey, de los poderes supremos y por extensión y mayoría de razón de toda autoridad, que manda una cosa notoriamente contra razón y derecho como sería matar a uno sin forma de juicio, secuestrarle sus bienes, etc. En este sentido latísimo, lo propio es carta desaforada que mandato, providencia, provisión, etc. notoriamente contra justicia, contra el derecho constituido.
La teoría se ha generalizado y vigorizado aún más con las reformas y novedades introducidas en el régimen político, legislativo, y judicial regularizando la acción y autoridad de todos los poderes sustituyendo la responsabilidad al arbitrio antes autorizado a veces por el derecho mismo. 
Pero estas mismas reformas políticas que por una parte han extendido y vigorizado la teoría de obedecer y no cumplir la han limitado por otra. Cuando no estaba convenientemente organizado el poder judicial ni deslindada la jurisdicción retenida y la delegada por el poder supremo, sino que ambas, ora en principio ora en la práctica se concentraban en este, por no estar determinada por la Constitución del Estado la división o separación de poderes: cuando en consecuencia de ello se administraba justicia por cartas foreras, tribunales en comisión improvisados o creados casuísticamente después del hecho justiciable y para él, por cédulas de gracia, para abrir pleitos fenecidos, para ver y decidir otros por dos o más salas reunidas, etc. Cuando por la centralización del poder supremo, este era el único poder soberano y los demás emanados de él por delegación siendo la consecuencia que una orden o decreto fuesen ley o tuviesen fuerza de tales. En un régimen así era indispensable extender la teoría a lo legislativo, judicial y gubernativo. En el régimen actual no sería eso posible sin perturbar el orden administrativo general, el judicial a su vez, y en ocasiones el orden político. 